# Johannes Worpstraat
De Johannes Worpstraat is een straat in Amsterdam-Zuid.
De straat in de Prinses Irenestraat kreeg per raadsbesluit van 1 februari 1956 zijn naam, een vernoeming naar organist Johannes Worp. Meerdere straten in de buurt zijn vernoemd naar musici, zo begint de straat bij de Dina Appeldoornstraat, vernoemd naar zangeres Dina Appeldoorn en eindigt bij de Dirk Schäferstraat, vernoemd naar pianist Dirk Schäfer.
De straat heeft alleen oneven huisnummers verdeeld over twee flatgebouwtjes. De woningen 1 tot en met 27 en 29 tot en met 55 vormen twee blokken binnen de totaal vier Warnersblokken, opgefleurd met gekleurde panelen van Joseph Ongenae. Deze flats staan met hun achtergevel aan de Dirk Schäferstraat en zijn rijksmonument. De bewoners van deze huizen keken twaalf jaar uit op een veldje met daarachter het Spinoza Lyceum, maar kregen in 1969 een schepping van Piet Zanstra aan de straat met huisnummer 2, waar Winterthur Verzekeringen en later Blom & van der Aa in trok (gebouw Point 7). Het gebouw kreeg weer later haar ingang aan de Peter van Anrooystraat, ook al vernoemd naar een musicus (Peter van Anrooy).   

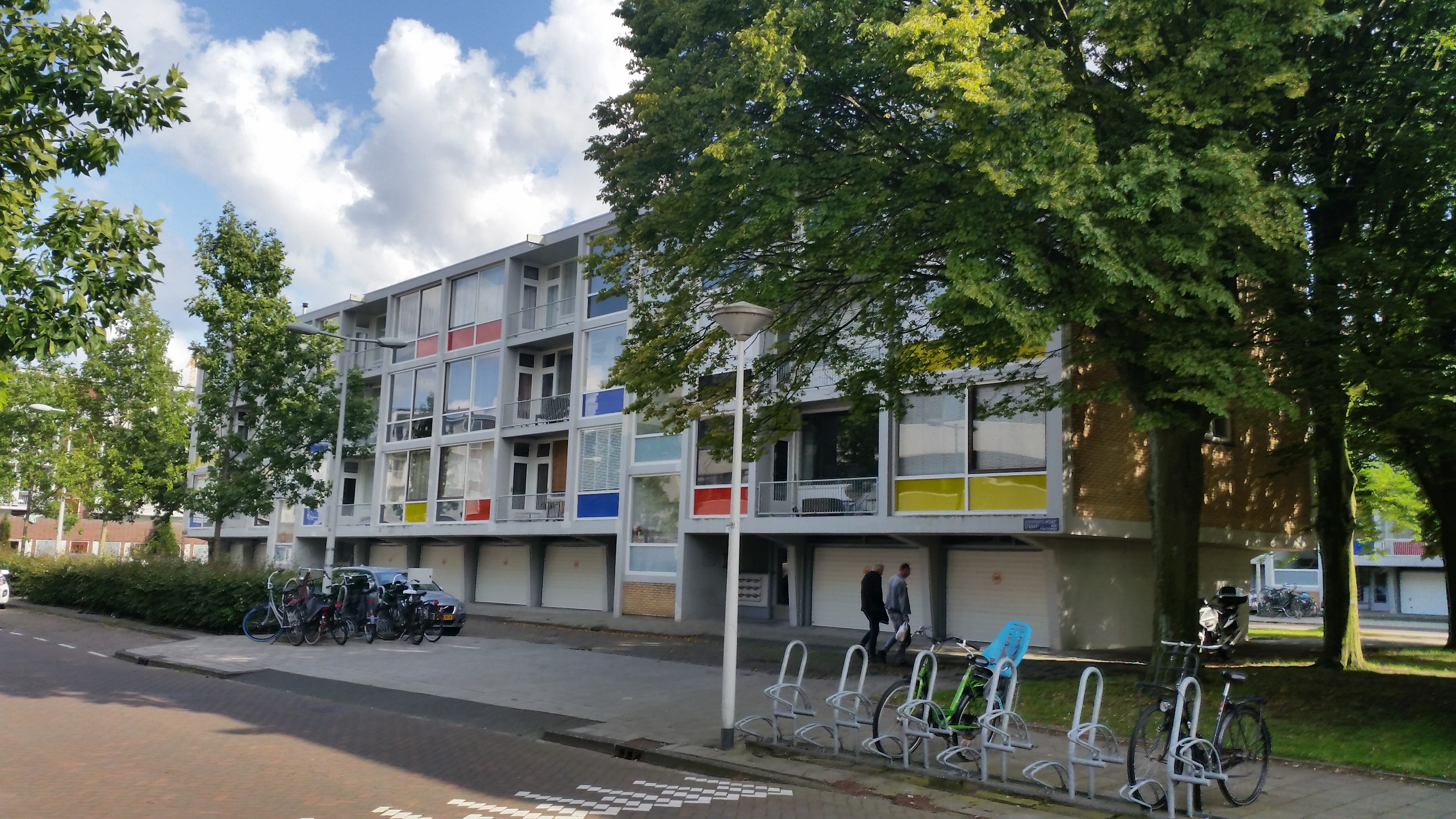
Worpstraat 1-27 (augustus 2019)
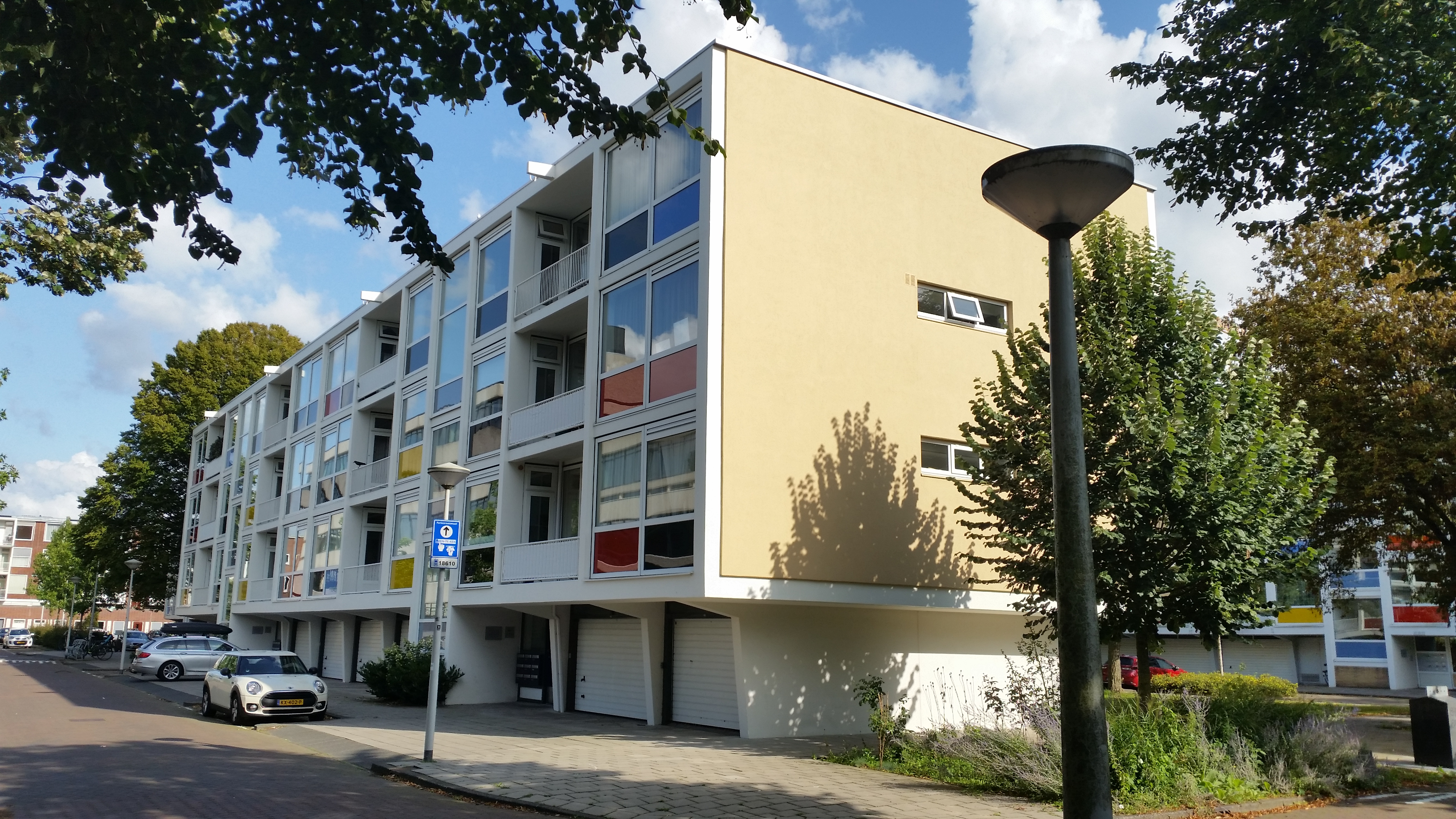
Worpstraat 29-55 (augustus 2019)
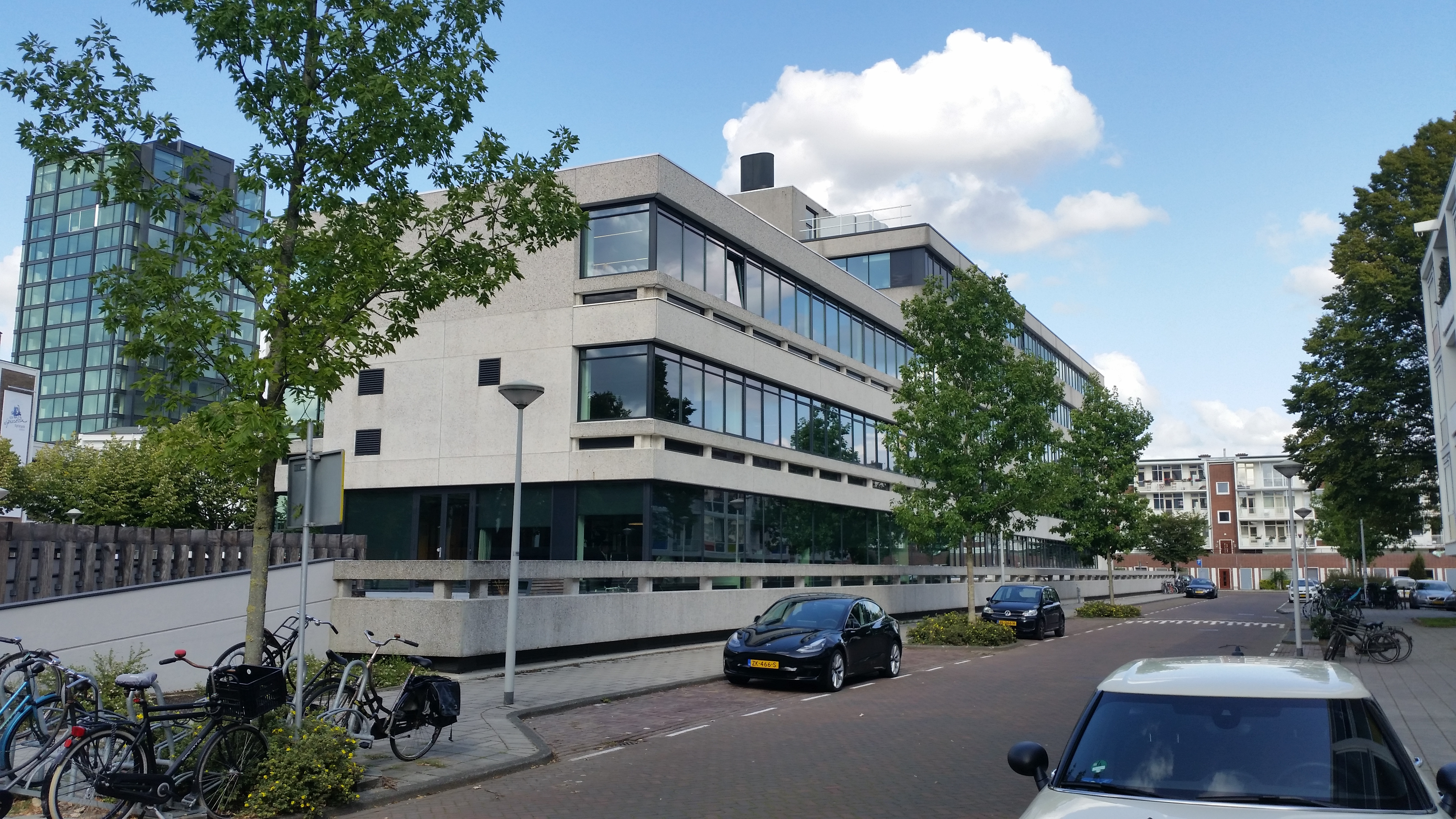
Point 7 (augustus 2019)